# Nicky Allen
Pour les articles homonymes, voir Allen.
Pas d'image ? Cliquez ici

a Compétitions nationales et continentales officielles uniquement.

b Matchs officiels uniquement.
Dernière mise à jour le 20 septembre 2009.
Nicholas Houghton "Nicky" Allen, né le 30 août 1958 à Auckland (Nouvelle-Zélande) et décédé le 7 octobre 1984 à Wollongong (Australie), est un ancien joueur de rugby à XV qui a joué avec l'équipe de Nouvelle-Zélande. Il évolue au poste de demi d'ouverture.

## Carrière
Il joue pour le club des New Zealand Colts, puis est retenu avec la province d'Auckland sans jouer. Il part avec les Counties avec qui il est retenu en sélection.
Nicky Allen dispute son premier test match avec l'équipe de Nouvelle-Zélande le 12 juillet 1980 contre l'équipe d'Australie.
Il connaît sa dernière sélection le 1er novembre 1980 contre l'équipe du pays de Galles.
Nicky Allen reste jouer en Angleterre, se blesse à un genou. Il joue en Australie en 1982, retourne à Auckland en 1983. Il est de nouveau blessé, retourne en Australie.
Lors d'un match disputé le 7 octobre 1984, il est plaqué sévèrement et décède de blessures à la tête.
Entre ses absences, ses blessures et sa disparition précoce, il n'a pas souvent joué au haut niveau en Nouvelle-Zélande.

## Palmarès

### En équipe nationale
- 2 sélections avec l'Équipe de Nouvelle-Zélande de rugby à XV
- 4 points, 1 essai
- Sélection par année : 2 en 1980
- Nombre total de matchs avec les All Blacks : 9